# Bullanga binaria
Bullanga binaria är en insektsart som beskrevs av Longinos Navás 1917. 
Bullanga binaria ingår i släktet Bullanga och familjen myrlejonsländor. Inga underarter finns listade i Catalogue of Life.